# Rio Araraquara (vattendrag i Brasilien, São Paulo, lat -21,22, long -47,50)
Rio Araraquara är ett vattendrag i Brasilien.   Det ligger i delstaten São Paulo, i den sydöstra delen av landet, 600 km söder om huvudstaden Brasília.
Omgivningarna runt Rio Araraquara är huvudsakligen savann. Runt Rio Araraquara är det glesbefolkat, med 12 invånare per kvadratkilometer.